# Merchant Marine Vietnam Service Medal
La Merchant Marine Vietnam Service Medal (en français : Médaille du service au Vietnam de la marine marchande), en abrégé MMVSM, est une décoration civile de la marine marchande des États-Unis.

## Attributions
La décoration est décernée aux officiers et aux hommes pour le service à bord de navires marchands battant pavillon américain dans les eaux du Vietnam entre le 4 juillet 1965 et le 15 août 1973.
Elle est autorisée à partir du 20 mai 1968.
Avant 1992, la Merchant Marine Vietnam Service Medal n'était qu'une décoration de ruban uniquement. Par la suite, une médaille a été fixée au ruban.

Ce qui suit est une note de conception : "le dragon est traditionnellement associé avec le Vietnam, le littoral représente le service dans les eaux côtières adjacentes au Vietnam, et l'ancre symbolise le service maritime".
La Vietnam Service Medal est la version militaire de cette médaille. Elle est remise à un membre du service qui a servi en affectation temporaire pendant plus de trente jours consécutifs ou 60 jours non consécutifs (attaché ou servant régulièrement pour l'un ou plusieurs jours, avec une organisation participant à ou à supporter des opérations (militaires) de terrain ou des opérations jointes à ou servant régulièrement pour une ou plusieurs journées à bord d'un navire de la marine soutenant directement les opérations militaires dans la République du Vietnam, la Thaïlande, le Cambodge, le Laos au sein de la zone de combat défini (DoD 1348 C6.6.1.1.5 . révisé septembre 1996) entre la date du 15 novembre 1961 et du 28 mars 1973 et à partir du 29 avril 1975 au 30 avril 1975.).

## Sources
- (en) Cet article est partiellement ou en totalité issu de l’article de Wikipédia en anglais intitulé « Merchant Marine Vietnam Service Medal » (voir la liste des auteurs).